# 沈炼之
沈炼之（1904年—1992年），又名翔、味荔，男，浙江永嘉人，中国历史学家，曾任中国史学会理事。